# Porte de Clichy
Porte de Clichy (Tribunal de Paris) – stacja przesiadkowa między trzynastą i czternastą linią paryskiego metra położona w 17. dzielnicy. Pierwszy człon nazwy wywodzi się od dawnej bramy miejskiej, natomiast drugi (nadany w 2018 roku) wziął się od pobliskiego budynku sądu zaprojektowanego przez Renza Piana. Stację otwarto 20 stycznia 1912 roku na linii błękitnej i 28 stycznia 2021 roku na linii fioletowej. Od września 1991 roku możliwa jest przesiadka na stację linii C RER o tej samej nazwie, a od listopada 2018 roku na przystanek linii tramwajowej T3b. W 2021 roku ze stacji skorzystało 5 278 497 pasażerów, co dało jej dwudzieste dziewiąte (na trzysta pięć) miejsce w całym systemie względem popularności.